# Torkil Veyhe
Torkil Veyhe (Tórshavn, 9 januari 1990) is een Faeröers-Deens voormalig wielrenner.

## Carrière
In 2009 werd Veyhe voor het eerst in zijn carrière nationaal kampioen tijdrijden en nationaal kampioen op de weg. Zowel in 2012 als in 2015 en 2017 zou hij dit herhalen. Daarnaast werd hij tussen 2009 en 2017 zesmaal eindwinnaar van de Ronde van de Faeröereilanden, waarmee hij een nieuw record vestigde.
In 2013 werd Veyhe tweede in zowel de tijdrit als de wegwedstrijd op de Eilandspelen. Twee jaar later won hij de tijdrit, waarna hij twee dagen later derde werd in de wegwedstrijd. In 2016 werd Veyhe onder meer achtste in de Himmerland Rundt, negende op het Deense kampioenschap tijdrijden en negende in de GP Horsens. Dit leverde hem voor het seizoen 2017 een contract op bij ColoQuick-CULT. Namens die ploeg werd hij in april 2017 derde in de Skive-Løbet, achter Martin Toft Madsen en Troels Vinther. Bijna een maand later, in de vierde etappe van de Tour des Fjords, kwam hij één seconde tekort om Edvald Boasson Hagen van de dagzege te houden; Veyhe werd tweede.

## Overwinningen
2009
 Faeröers kampioen tijdrijden, Elite
 Faeröers kampioen op de weg, Elite
2012
 Faeröers kampioen tijdrijden, Elite
 Faeröers kampioen op de weg, Elite
2015
 Tijdrit op de Eilandspelen
 Faeröers kampioen tijdrijden, Elite
 Faeröers kampioen op de weg, Elite
2017
 Faeröers kampioen tijdrijden, Elite
 Faeröers kampioen op de weg, Elite
 Tijdrit op de Eilandspelen
2018
Bergklassement Ronde de l'Oise

## Ploegen
- 2017 –  ColoQuick-CULT
- 2018 –  Team Waoo
- 2019 –  Riwal Readynez Cycling Team
- 2020 –  Riwal Securitas Cycling Team

Andersen · Asgreen · Egholm · Fløtten · Guldhammer · Honoré · Jeppesen · Kamp · Krigbaum · Langballe · Larsen · Schultz · Veyhe